# Asedio de Besanzón
El asedio de Besanzón fue una de las numerosas operaciones militares en el Franco Condado, entonces bajo dominio español, teniendo como objetivo devolver esta provincia al Reino de Francia.

## Contexto
La guerra que comenzó en 1672 dio lugar a una coalición contra el Reino de Francia en 1673. A pesar de su aislamiento, Inglaterra había decidido en febrero de 1674 no apoyar más a Francia, por lo que Luis XIV atacó el Franco-Condado a la cabeza de un ejército de alrededor de 70 000 hombres. Aunque Louvois había planeado conquistar Salins y Dole antes de atacar Besanzón, Vauban intervino y aconsejó al ministro que se empezase atacando esta últim ciudad, lo que se hizo.

## Desarrollo

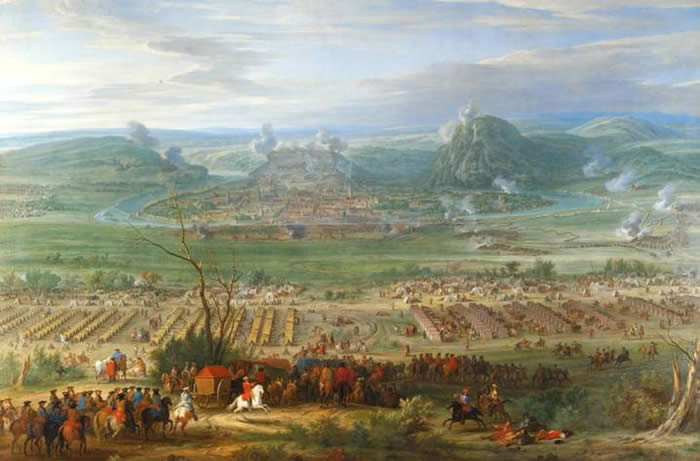
Vista panorámica del asedio de Besançon. A la derecha de la ciudad, sobre la colina de Chaudanne vemos la humareda de los disparos de los cañones instalados por Vauban.

Cuando llegó al lugar el 26 de abril, Vauban ordenó que se instalaran 36 piezas de artillería sobre el monte Chaudanne, desde donde se dominaba la ciudadela por el oeste de la ciudad. A espaldas de los hombres y las mulas, hizo instalar de noche los cañones sobre la colina. A partir de ese momento, la ciudad estuvo bajo el fuego francés. Se rindió el 15 de mayo y la ciudadela resistió hasta el 22.